# Danbou Béri
Danbou Béri (auch: Dambou, Dambou Béri, Danbou, Dembou) ist ein Dorf in der Landgemeinde Namaro in Niger.

## Geographie

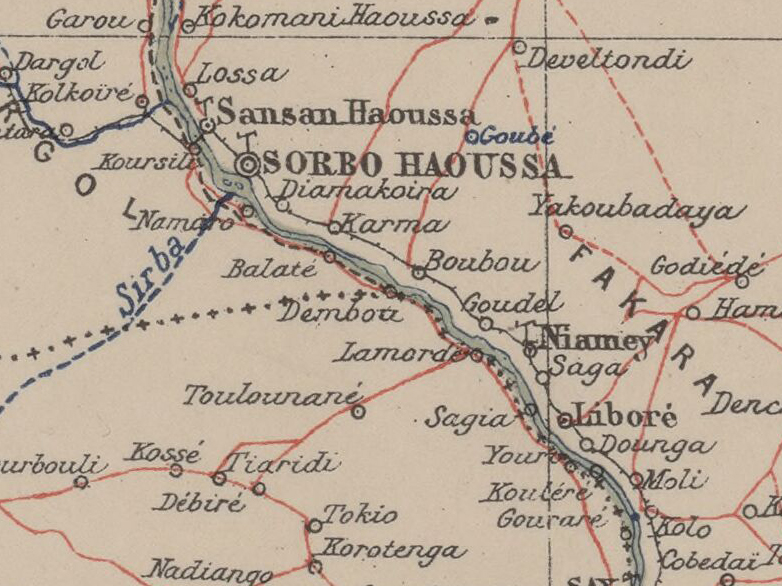
Ausschnitt einer Karte von 1903 mit Danbou Béri (Dembou) im Zentrum

Das von einem traditionellen Ortsvorsteher (chef traditionnel) geleitete Dorf liegt am rechten Ufer des Flusses Niger. Es befindet sich rund 24 Kilometer südöstlich des Hauptorts Namaro der gleichnamigen Landgemeinde, die zum Departement Kollo in der Region Tillabéri gehört. Zu den Siedlungen in der näheren Umgebung von Danbou Béri zählen Bangou Koirey stromaufwärts im Nordwesten, Boubon am gegenüberliegenden Flussufer im Norden, Sarando Ganda stromabwärts im Osten und Sarando Béné stromabwärts im Südosten.
Danbou Béri ist Teil der Übergangszone zwischen Sahel und Sudan. Die durchschnittliche jährliche Niederschlagshöhe beträgt hier zwischen 400 und 500 mm.

## Bevölkerung
Bei der Volkszählung 2012 hatte Danbou Béri 929 Einwohner, die in 141 Haushalten lebten. Bei der Volkszählung 1988 betrug die Einwohnerzahl 621 in 84 Haushalten.

## Wirtschaft und Infrastruktur
Die Böden bei Danbou Béri eignen sich gut für den Obst- und Gemüseanbau. Die wichtigsten Absatzmärkte dafür sind Boubon, der Gemeindehauptort Namaro, Karma und Niamey. Es werden Rinder für die Milchproduktion gehalten. Östlich von Danbou Béri erstreckt sich eines der bedeutendsten Anbaugebiete für Meerrettichbäume im Westen Nigers, deren Blätter als Nahrungsmittel dienen.
Es gibt eine Schule im Dorf. Diese war in den 1970er Jahren an einem groß angelegten Schulfernsehen-Projekt beteiligt, aus dem das erste nationale Fernsehprogramm der staatlichen Rundfunkanstalt ORTN hervorging. Südlich von Danbou Béri verläuft die 214,1 Kilometer lange Nationalstraße 4 zwischen der Hauptstadt Niamey und der Staatsgrenze zu Burkina Faso.